# Clara Schneider
Clara Schneider née le 2 août 2004 à Doberlug-Kirchhain est une coureuse cycliste allemande, spécialiste des épreuves de vitesse sur piste.

## Biographie
Clara Schneider est licenciée au sein du RSV Finsterwalde depuis 2012. Elle vient d'une famille liée au cyclisme. Son frère aîné William a également pratiqué le cyclisme et s'est entraîné à l'école de sport Lausitzer à Cottbus. Son père Jens travaille comme superviseur et formateur pour les jeunes du RSV. Clara Schneider rejoint à l'école de sport Lausitzer lors de l'été 2018. Au début, elle participe principalement à des courses sur route, puis à partir de 2019, elle se spécialisée dans les disciplines du sprint sur piste. 
En 2021, Schneider connait ses premiers succès internationaux lors des mondiaux sur piste juniors (moins de 19 ans) en remportant trois médailles d'argent sur le 500 mètres, le keirin et la vitesse par équipes. Aux championnats d'Europe sur piste juniors, elle décroche une médaille de bronze sur la vitesse par équipes. En 2022, à Tel Aviv, elle devient triple championne du monde juniors sur le keirin, la vitesse individuelle et par équipes. Elle est également médaillée d'argent sur le 500 mètres. Plus tard, elle est triple championne d'Europe juniors sur le 500 mètres, la vitesse individuelle et par équipes. 
En 2023, elle devient championne d'Europe du keirin espoirs (moins de 23 ans). Elle ajoute deux médailles de bronze sur le 500 mètres et la vitesse individuelle. Lors de la saison 2024, elle conserve son titre sur le keirin aux championnats d'Europe espoirs. Elle s'adjuge également trois médailles d'argent sur les autres disciplines du sprint. Après avoir remporté deux titres nationaux, elle participe lors de cette année à ses premiers championnats internationaux chez les élites. Elle se classe notammant quatrième de la vitesse par équipes aux mondiaux de Ballerup.

## Palmarès

### Championnats du monde
| Édition / Épreuve       | 500 mètres | Keirin | Vitesse individuelle | Vitesse par équipes |
| Le Caire 2021 (juniors) | Argent     | Argent |                      | Argent              |
| Tel Aviv 2022 (juniors) | Argent     | Or     | Or                   | Or                  |
| Ballerup 2024           | 12e        | 16e    | 11e                  | 4e                  |

### Coupe des nations
- 2025
  - 3e de la vitesse par équipes à Konya

### Championnats d'Europe
| Édition / Épreuve        | 500 mètres | Kilomètre | Keirin | Vitesse individuelle | Vitesse par équipes                 |
| Apeldoorn 2021 (juniors) |            |           |        |                      | Bronze                              |
| Anadia 2022 (juniors)    | Or         |           | Argent | Or                   | Or                                  |
| Anadia 2023 (espoirs)    | Bronze     |           | Or     | Bronze               |                                     |
| Cottbus 2024 (espoirs)   | Argent     |           | Or     | Argent               | Argent                              |
| Apeldoorn 2024           | 8e         |           |        |                      |                                     |
| Heusden-Zolder 2025      |            | Bronze    |        |                      | Bronze (avec Friedrich et Grabosch) |
| Anadia 2025 (espoirs)    |            | Bronze    |        |                      |                                     |

### Championnats d'Allemagne
- 2021
  -  Championne d'Allemagne du keirin juniors
  -  Championne d'Allemagne de vitesse juniors
- 2022
  -  Championne d'Allemagne du 500 mètres juniors
  -  Championne d'Allemagne de vitesse juniors
  -  Championne d'Allemagne de vitesse par équipes juniors
- 2024
  -  Championne d'Allemagne de vitesse
  -  Championne d'Allemagne de vitesse par équipes
  - 2e du 500 mètres
  - 2e du keirin